# Kebakalan (Mandiraja)
Kebakalan is een bestuurslaag in het regentschap Banjarnegara van de provincie Midden-Java, Indonesië. Kebakalan telt 1391 inwoners (volkstelling 2010).